# كرة القدم في روسيا

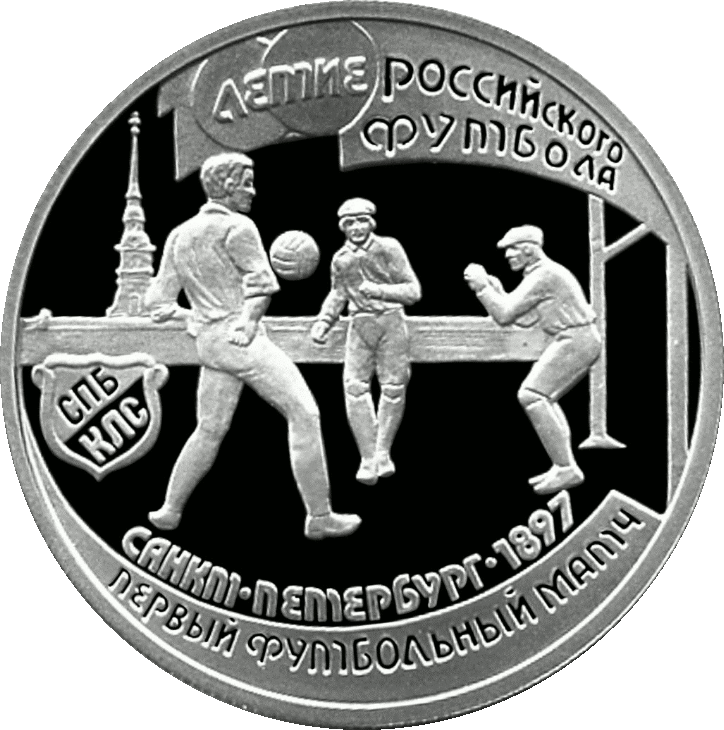
عملة معدنية تذكارية أصدرها بنك روسيا بمناسبة الذكرى المئوية 100 لكرة القدم الروسية

كرة القدم هي أكثر الرياضات شعبيةً في روسيا.

## المسابقات

### الدوريات

#### الدوري الأعلى
بعد تفكك الاتحاد السوفيتي عام 1991، قامت كل جمهورية من جمهوريات الاتحاد السوفيتي السابق بإنشاء دوري مستقل لها، وقد تأسس أعلى دوري لروسيا (الدوري الروسي الممتاز) من الصفر. في أعلى دوري للاتحاد السوفيتي (الدوري السوفيتي الممتاز) في عام 1991، لعبت ستة فرق روسية فقط وهي: سسكا موسكو، سبارتاك موسكو، توربيدو، دينامو ولوكوموتيف، بالإضافة إلى سبارتاك فلاديقوقاز، وكان لوكوموتيف يشغل المركز السادس عشر في جدول الدوري، وقد كان من المفترض أن يهبط من الدوري الممتاز. وفي النتيجة، كان هناك 20 ناديًا مؤهلاً للمشاركة في الدوري الممتاز، إضافة إلى هذه الفرق الستة، إحدى عشر فريقا من دوري الدرجة الأولى، وهم: روتور فولجوجراد، أورالماش، لوكوموتيف نيجني نوفجورود، روستسيلماش روستوف، ياروسلافل شينيك، تيكستيلشيك كاميشينسكي، فاكيل فورونيج، دينامو جازوفيك تيومين، ستافروبول دينامو، كراسنودار كوبان، سان بطرسبرج زينيت، بالإضافة إلى 3 فرق من الدرجة الثانية: موسكو أسمرال، كريليا سوفيتوف سامارا و «آكيان» من ناخودكا. تم تنظيم الدوري الروسي الممتاز في عام 2001 على أساس الدرجة الأولى. الفرق هو أن الدرجة الأول كان يديره دوري كرة القدم المحترف، وأن إنشاء الدوري الروسي الممتاز سمح للأندية بالحصول على درجة أكبر من الاستقلالية. أصبح لوكوموتيف موسكو أول بطل للدوري الروسي، بفوزه على سسكا في المباراة الذهبية لعام 2002.

#### دوري الشباب
تم إنشاء البطولة في عام 2008 بدلاً من البطولة البديلة في الدوري الروسي الممتاز. يتمثل الاختلاف الرئيسي عن تلك المسابقة في القاعدة التي بموجبها يجب أن يكون سبعة من تلاميذ النادي على الأقل في الملعب من كل فريق. لا يمكن تمثيل المحاربين وكذلك لاعبي كرة القدم المولودين قبل 31 ديسمبر 1987 إلا بثلاثة لاعبين وحارس مرمى واحد. وفي نفس الوقت لا تحظر مشاركة لاعبي الفريق الرئيسي للنادي حتى غير المؤهلين في البطولة الرئيسية.
تقليديا، تم ربط تقويم مباريات بطولة الشباب بجدول الدوري الممتاز: كانت المباريات تُلعب في اليوم السابق لمباريات الفرق الرئيسية في البطولة. وفقًا لذلك، كان مخطط الألعاب هو نفسه كما في RPL نفسها: دائرتان من 15 لعبة لكل منهما. مشاركة نادي RPL في بطولة الشباب إلزامية. حتى عام 2001، عندما تم تشكيل البطولة البديلة، أتيحت الفرصة لفرق الأندية المضاعفة للمشاركة في بطولات المناطق من المستوى الاحترافي الأدنى (دوري الدرجة الثانية والثالثة) دون الحق في الانتقال إلى قسم أعلى. في فترة الانتقال إلى نظام (الخريف - الربيع) أقيمت بطولتان.
منذ موسم 2020/21، تم استكمال البطولة بفرق أخرى (من دوري كرة القدم للشباب - البطولة بين شباب أكاديميات أندية كرة القدم المحترفة في روسيا، التي تأسست عام 2019)، على التوالي، شكل تغيرت البطولة، ومنذ موسم 2021/22 تسمى البطولة «М-Лига».
طوال فترتها الزمنية بأكملها، لم يتم تضمين بطولة الشباب / البطولة البديلة في نظام البطولات المحترفة.

#### الدوري الوطني الروسي لكرة القدم
تعد البطولة الوطنية لكرة القدم ثاني أقوى فرق كرة القدم الاحترافية في روسيا. يتم تنظيم المسابقات من قبل الرابطة الوطنية لكرة القدم، وحتى عام 2011 تم تنظيمها من قبل دوري كرة القدم للمحترفين. الاسم الحالي منذ عام 2011، قبل ذلك كان يطلق عليه «الدوري الأول»، «الدرجة الأولى». منذ موسم 2021/22، بسبب إلغاء دوري المحترفين ونقل منافسات الدرجة الأدنى إلى قوات التحرير الوطنية، يطلق عليه أيضًا القسم الأول من قوات التحرير الوطنية.
لقد تغير هيكل القسم الأول عدة مرات. في عام 1992، تألف الدوري الأول من ثلاث مناطق (غرب، وسط - 18 فريقًا لكل فريق، شرق - 16)، ذهب الفائزون مباشرة إلى دوري الدرجة الأولى. في عام 1993، تم تغيير عدد الفرق في المناطق («الغربية» - 22، «المركز» - 20، «الشرقية» - 16) وتغيرت قواعد السحب (حصل الفائزون في المناطق على حق المشاركة في البطولة الانتقالية مع الفرق التي احتلت المركز 14-16 في الدوري الرئيسي). بعد ذلك، أقيمت بطولة واحدة، تغير عدد الفرق فقط (1994-1999، 2003-2008، 2020/21-22، 2000-20، 2001-2002، 2014/15-18، من 2009-20 ؛ بسبب مشاكل مالية في عدد من الفرق، في 2012/2013 و 2013/2014 شارك عدد فردي من الفرق في الدوري: 17 و 19 على التوالي). منذ موسم 2021/2022، شارك في البطولة 20 فريقًا.

#### دوري الدرجة الثانية الوطني الروسي لكرة القدم
القسم الثاني من اتحاد كرة القدم الوطني هو ثالث أقوى فرق كرة القدم المحترفة في روسيا. حتى موسم 2021/22، تم تنظيم المسابقات من قبل دوري كرة القدم للمحترفين، وفي 2011-2012 - من قبل الاتحاد الروسي لكرة القدم (DPF RFU). كانت تسمى سابقًا «الدوري الثاني»، «القسم الثاني» («الدرجة الثانية من PFL»)، «بطولة دوري كرة القدم للمحترفين» (بطولة PFL).
البطولة مقسمة جغرافيا إلى أربع مناطق (في 1998-2002 - ستة، في وقت سابق، في 1992-1997 - من ثلاثة إلى سبعة، في مواسم 2003-2019 / 20 - خمسة)، مع موسم 2016/17 يسمى المجموعات: قبل في موسم 2020/21، كانت هذه «جنوب»، «غرب»، «مركز»، «منطقة أورال-فولغا» (من الموسم -2016 / 17 - «منطقة أورال-فولغا»؛ في 1998-2002 كانت هناك منطقتان: «الأورال» و «منطقة الفولغا») و «الشرق». منذ موسم 2020/21، تم تقسيم فرق المنطقة الشرقية، التي ألغيت، إلى مجموعات أخرى (باستثناء الجنوب)، على التوالي، حيث تتلقى الأرقام التسلسلية من 1 إلى 4، ويتغير عدد الأندية في المناطق كل عام. في عام 2008، دخل 83 فريقًا في الدوري.
يحصل الفائز من كل مجموعة على الحق في الانتقال إلى بطولة FNL (الدرجة الأولى) (في بعض المواسم السابقة، كان هناك فريق واحد إلى فريقين يخرجون، كما تم لعب المباريات الفاصلة). الأندية التي احتلت المراكز الأخيرة في المناطق تفقد وضعها المهني ويتم نقلها إلى الدرجة الثالثة (ومع ذلك، إذا تم استيفاء متطلبات الدوري، فقد يظل الفريق في الدرجة الثانية). تقام المسابقات، كقاعدة عامة، في جولتين، ولكن في بعض الحالات (على سبيل المثال، عندما يكون عدد المشاركين صغيرًا)، تقام البطولة في ثلاث (أربع) جولات أو على مرحلتين. من عام 2003 إلى 2010، في نهاية الموسم، شارك الفائزون من المناطق في بطولة كأس رابطة المحترفين، والتي تم خلالها تحديد البطل المطلق من الدرجة الثانية.
إنه آخر مستوى مهني في نظام الأقسام الروسية. إذا تم استيفاء المتطلبات الضرورية وبقرار صادر عن اتحاد كرة القدم الأميركي و FNL (سابقًا PFL)، يمكن للفريق دخول البطولة دون المشاركة في مسابقات الهواة.

#### دوري الدرجة الثالثة لكرة القدم للمحترفين
في 1994-1997 كان هناك دوري درجة ثالثة لرابطة كرة القدم للمحترفين الروسية - رابع أقوى قسم في كرة القدم المحترفة، كونه آخر مستوى لغير الهواة في تلك السنوات. أقيمت المسابقات في ست مناطق (في عام 1997 - في خمسة)، ولكن في الوقت نفسه لم تكن هناك تغطية للمنطقة الجغرافية الإقليمية الشرقية، وتم تناوب الفرق في هذه المنطقة بين دوري الدرجة الثانية وبطولة روسيا لأندية كرة القدم للهواة.

#### دوري روسيا لأندية الهواة (الدرجة الثالثة)
كما تم استخدام بطولة روسيا بين أندية كرة القدم للهواة (القسم الثالث؛ سابقًا أسماء بطولة روسيا بين KFK (KFK - فرق الثقافة البدنية) ودوري كرة القدم للهواة) - وهي مسابقة سنوية لأندية كرة القدم غير المحترفة التي تقام في روسيا. فهو يجمع بين عشر مناطق أقاليمية تقام فيها المسابقات في مجموعات. في نهاية الموسم، تقام البطولة النهائية، منذ عام 2010 في سوتشي.
اعتبارًا من عام 2011، أصبح اتحاد كرة القدم للهواة (منظمة عامة روسية بالكامل، تأسست في 15 أكتوبر 2003) مسؤولاً عن المنافسة، مؤسسوها هم الاتحاد الروسي لكرة القدم وعشرة اتحادات أقاليمية لاتحادات كرة القدم الروسية (MPO).
إنهم يوحدون 79 اتحادًا إقليميًا لكرة القدم في الاتحاد الروسي. رؤساء اتحادات كرة القدم MPOs هم أعضاء في مجلس دوري كرة القدم للهواة.

#### دوري الدرجة الرابعة
الدرجة الرابعة هي مسابقة أندية كرة القدم غير المحترفة على المستوى الإقليمي. تقام كاختيار وطني لكأس المقاطعات الأوروبية.
لدى أندية الدرجة الثالثة والرابعة فرصة دخول مسابقة كأس روسيا إذا استوفت المتطلبات.

### الكؤوس

#### كأس روسيا
كأس روسيا لكرة القدم هي مسابقة سنوية لأندية كرة القدم الروسية يعقدها الاتحاد الروسي لكرة القدم. أندية كرة القدم غير الهواة مؤهلة للمشاركة في الكأس، وكذلك أندية كرة القدم للهواة - الفائزين في المسابقات الإقليمية التي حصلت على شهادة من رابطة كرة القدم للمحترفين. الفائز بالكأس قبل انطلاق الموسم المقبل يلعب مع بطل روسيا في كأس السوبر،  ويحصل أيضًا على حق اللعب في الدوري الأوروبي.

#### كأس الدوري الممتاز الروسي
كأس الدوري الروسي الممتاز هي مسابقة لكرة القدم ينظمها الاتحاد الروسي لكرة القدم. كانت المرة الأولى والوحيدة حتى الآن التي أقيمت في موسم 2003.
شاركت جميع فرق الدوري الممتاز الـ 16 في المسابقة. لعبت الكأس بنظام خروج المغلوب، حيث لعبت الفرق مباراتين في كل جولة. ولم يحصل الفائز بالكأس على حق المشاركة في كأس الاتحاد الأوروبي، وأقيمت المباريات في أيام مباريات المنتخب، لذلك وضعت معظم الأندية فرقًا احتياطية للمباريات. لم تكن المنافسة شائعة، وفي الموسم التالي رفض الاتحاد الروسي لكرة القدم استضافة البطولة.
وكان الفائز في البطولة زينيت سان بطرسبرج، الذي تغلب على تشورنوموريتس نوفوروسيسك في النهائي 5: 2 في مجموع المباراتين.

#### كأس السوبر الروسي
كأس السوبر الروسي هي مباراة كرة قدم بين الفائز بكأس روسيا وبطل روسيا الموسم السابق. إذا فاز فريق واحد بالكأس والبطولة، فإن الفريقين الأول والثاني من البطولة يلعبان في كأس السوبر.
لعبت منذ عام 2003، وشارك فيها الفائزون بالبطولة والكأس 2002. في ثماني مباريات من أصل تسع، فاز بطل الموسم الماضي بكأس السوبر، وفي عام 2009 فقط فاز الفائز بكأس روسيا سسكا موسكو بكأس السوبر، قاطعًا انتصارات أبطال روسيا لمدة عام. .
تُفتتح مباراة كأس السوبر رسميًا الموسم الكروي القادم في روسيا (على الرغم من أنه في السنة التقويمية الحالية قد تلعب الفرق الروسية بالفعل أكثر من مباراة واحدة في المسابقات الأوروبية أو في الكأس الوطنية الجديدة)، كقاعدة عامة، قبل أسبوع من الأول جولة البطولة. مشاركة أندية الدرجة الأولى إلزامية؛ إذا أصبح نادي من قسم مختلف هو صاحب كأس روسيا، يجب أن يؤكد هذا النادي مشاركته في مباراة كأس السوبر بتاريخ معين. إذا انتهى الوقت الأساسي للمباراة بالتعادل، فسيتم تخصيص وقت إضافي - نصفين مدة كل منهما 15 دقيقة. إذا لم يتم تحديد الفائز بنهاية الوقت الإضافي، سيتم احتساب ركلات الترجيح.
كأس السوبر هي جائزة التحدي. في مقابل جائزة التحدي، سيتم منح نسخة منها إلى الأبد. إذا فاز أي فريق بجائزة التحدي 3 مرات متتالية أو 5 مرات إجمالاً، تظل الجائزة في ذلك النادي إلى الأبد. كان هذا نجاحًا لسسكا موسكو، الذي فاز بسبعة كؤوس سوبر. فازوا بالكأس الأخيرة في المباراة مع لوكوموتيف.

#### كأس رابطة المحترفين
أقيمت البطولة على الساحة المركزية بملعب لوجنيكي بموسكو في نوفمبر بين الفرق الفائزة في بطولات المنطقة من الدرجة الثانية من 2003 إلى 2010 وحددت الفائز المطلق بالبطولة الروسية بين أندية الدرجة الثانية. مرت في نظام دائري. لعبت الفرق مباراة واحدة مع بعضها البعض. الفائز هو الفريق الذي أحرز أكبر عدد من النقاط بناءً على نتائج خمس جولات. للفوز، يتم منح 3 نقاط وللتعادل - نقطة واحدة.

#### كأس رابطة المحترفين (ناديجدا)
كأس رابطة المحترفين لكرة القدم «ناديجدا» هي مسابقة أقيمت في نوفمبر تحت رعاية اتحاد كرة القدم الألماني والرابطة من 2002 إلى 2009، حيث تشكلت فرق مناطق الدرجة الثانية وفريق الدرجة الأولى من لاعبين تقل أعمارهم عن 23 عامًا. شارك. في أول بطولتين، تم تحديد الفائزين والفائزين بالجوائز في كراسنودار، منذ عام 2004 - في سارانسك.
في عام 2019، تم إحياء البطولة تحت اسم "Crossing".

#### كأس الرابطة الوطنية
كأس الاتحاد الوطني لكرة القدم (FNL) هي مسابقة أقيمت في الأصل بين أفضل فرق الدوري الروسي لكرة القدم، والتي لعبت في 2012-2020 في خارج الموسم. عدد المشاركين: في 2012-2014 - 8، منذ 2015 - 16. تم تقسيم الفرق إلى مجموعات، وفقًا لنتائج مرحلة المجموعات (كحالة خاصة - خيار التصفيات، والذي نص على تشتت الفرق للقتال من أجلها. أماكن معينة بعد المباراة الأولى) أقيمت المباريات لأماكن (نهائية - للأول والثالث والخامس، إلخ). في سلسلة التصفيات، في حالة التعادل في الوقت التنظيمي، لعبت الفرق سلسلة من ركلات الترجيح دون وقت إضافي. منذ عام 2017، بدأت فرق من بطولات الدوري الأخرى (RFPL ، PFL) والدول في الانضمام إلى البطولة، بسبب رفض بعض فرق FNL ، مما أدى إلى فقدان الوضع السابق للبطولة بالفعل.

#### كأس الرابطة الإقليمية وكأس روسيا (الدور النهائي) لأندية الهواة
أقيمت المنافسة بين فرق الهواة في الاتحادات الأقاليمية. كما تقام البطولات النهائية للكأس. في عام 2017، تم دمج المرحلة النهائية من كأس روسيا لفرق الهواة مع المرحلة النهائية من البطولة الروسية بين أندية كرة القدم للهواة .

## هيكل البطولات
| الدرجة | الدرجة | الدوري/التقسيمات                       | الدوري/التقسيمات                       | الدوري/التقسيمات                       | الدوري/التقسيمات                       | الدوري/التقسيمات                       | الدوري/التقسيمات                       | الدوري/التقسيمات                       | الدوري/التقسيمات                       | الدوري/التقسيمات                       | الدوري/التقسيمات                       | الدوري/التقسيمات                       | الدوري/التقسيمات                       | الدوري/التقسيمات                       | الدوري/التقسيمات                       | الدوري/التقسيمات                       | الدوري/التقسيمات                       | الدوري/التقسيمات                       | الدوري/التقسيمات                       | الدوري/التقسيمات                       | الدوري/التقسيمات                       |
| ------ | ------ | -------------------------------------- | -------------------------------------- | -------------------------------------- | -------------------------------------- | -------------------------------------- | -------------------------------------- | -------------------------------------- | -------------------------------------- | -------------------------------------- | -------------------------------------- | -------------------------------------- | -------------------------------------- | -------------------------------------- | -------------------------------------- | -------------------------------------- | -------------------------------------- | -------------------------------------- | -------------------------------------- | -------------------------------------- | -------------------------------------- |
| 1      | 1      | الدوري الروسي الممتاز16 نادي           | الدوري الروسي الممتاز16 نادي           | الدوري الروسي الممتاز16 نادي           | الدوري الروسي الممتاز16 نادي           | الدوري الروسي الممتاز16 نادي           | الدوري الروسي الممتاز16 نادي           | الدوري الروسي الممتاز16 نادي           | الدوري الروسي الممتاز16 نادي           | الدوري الروسي الممتاز16 نادي           | الدوري الروسي الممتاز16 نادي           | الدوري الروسي الممتاز16 نادي           | الدوري الروسي الممتاز16 نادي           | الدوري الروسي الممتاز16 نادي           | الدوري الروسي الممتاز16 نادي           | الدوري الروسي الممتاز16 نادي           | الدوري الروسي الممتاز16 نادي           | الدوري الروسي الممتاز16 نادي           | الدوري الروسي الممتاز16 نادي           | الدوري الروسي الممتاز16 نادي           | الدوري الروسي الممتاز16 نادي           |
| 2      | 2      | الرابطة الوطنية لكرة القدم19 (20) نادي | الرابطة الوطنية لكرة القدم19 (20) نادي | الرابطة الوطنية لكرة القدم19 (20) نادي | الرابطة الوطنية لكرة القدم19 (20) نادي | الرابطة الوطنية لكرة القدم19 (20) نادي | الرابطة الوطنية لكرة القدم19 (20) نادي | الرابطة الوطنية لكرة القدم19 (20) نادي | الرابطة الوطنية لكرة القدم19 (20) نادي | الرابطة الوطنية لكرة القدم19 (20) نادي | الرابطة الوطنية لكرة القدم19 (20) نادي | الرابطة الوطنية لكرة القدم19 (20) نادي | الرابطة الوطنية لكرة القدم19 (20) نادي | الرابطة الوطنية لكرة القدم19 (20) نادي | الرابطة الوطنية لكرة القدم19 (20) نادي | الرابطة الوطنية لكرة القدم19 (20) نادي | الرابطة الوطنية لكرة القدم19 (20) نادي | الرابطة الوطنية لكرة القدم19 (20) نادي | الرابطة الوطنية لكرة القدم19 (20) نادي | الرابطة الوطنية لكرة القدم19 (20) نادي | الرابطة الوطنية لكرة القدم19 (20) نادي |
| 3      | 3      | رابطة دوري المحترفين                   | رابطة دوري المحترفين                   | رابطة دوري المحترفين                   | رابطة دوري المحترفين                   | رابطة دوري المحترفين                   | رابطة دوري المحترفين                   | رابطة دوري المحترفين                   | رابطة دوري المحترفين                   | رابطة دوري المحترفين                   | رابطة دوري المحترفين                   | رابطة دوري المحترفين                   | رابطة دوري المحترفين                   | رابطة دوري المحترفين                   | رابطة دوري المحترفين                   | رابطة دوري المحترفين                   | رابطة دوري المحترفين                   | رابطة دوري المحترفين                   | رابطة دوري المحترفين                   | رابطة دوري المحترفين                   | رابطة دوري المحترفين                   |
| 3      | 3      | الغرب17 نادي                           | الغرب17 نادي                           | الغرب17 نادي                           | الغرب17 نادي                           | الوسط16 نادي                           | الوسط16 نادي                           | الوسط16 نادي                           | الوسط16 نادي                           | الجنوب18 نادي                          | الجنوب18 نادي                          | الجنوب18 نادي                          | الجنوب18 نادي                          | الأورال-الفولغا12 نادي                 | الأورال-الفولغا12 نادي                 | الأورال-الفولغا12 نادي                 | الأورال-الفولغا12 نادي                 | الشرق9 نادي                            | الشرق9 نادي                            | الشرق9 نادي                            | الشرق9 نادي                            |
| 4      | 4      | الدور الثالث                           | الدور الثالث                           | الدور الثالث                           | الدور الثالث                           | الدور الثالث                           | الدور الثالث                           | الدور الثالث                           | الدور الثالث                           | الدور الثالث                           | الدور الثالث                           | الدور الثالث                           | الدور الثالث                           | الدور الثالث                           | الدور الثالث                           | الدور الثالث                           | الدور الثالث                           | الدور الثالث                           | الدور الثالث                           | الدور الثالث                           | الدور الثالث                           |
| 4      | 4      | الشمال الغربي                          | الشمال الغربي                          | الطوق الذهبي                           | الطوق الذهبي                           | موسكو (مجموعة أ)                       | موسكو (مجموعة أ)                       | محافظة موسكو (مجموعة أ)                | محافظة موسكو (مجموعة أ)                | الجنوب                                 | الجنوب                                 | المنطقة السوداء                        | المنطقة السوداء                        | الأورال وغرب سيبيريا                   | الأورال وغرب سيبيريا                   | الفولغا                                | الفولغا                                | الشرق الأقصى                           | الشرق الأقصى                           | سيبيريا (الدوري الممتاز)               | سيبيريا (الدوري الممتاز)               |
| 5      | 5      |                                        |                                        |                                        |                                        | موسكو (مجموعة ب)                       | موسكو (مجموعة ب)                       | محافظة موسكو (مجموعة ب)                | محافظة موسكو (مجموعة ب)                |                                        |                                        |                                        |                                        |                                        |                                        |                                        |                                        |                                        |                                        | سيبيريا (الدرجة الأولى)                | سيبيريا (الدرجة الأولى)                |
| 6—8    | 6—8    | الدور الرابع                           | الدور الرابع                           | الدور الرابع                           | الدور الرابع                           | الدور الرابع                           | الدور الرابع                           | الدور الرابع                           | الدور الرابع                           | الدور الرابع                           | الدور الرابع                           | الدور الرابع                           | الدور الرابع                           | الدور الرابع                           | الدور الرابع                           | الدور الرابع                           | الدور الرابع                           | الدور الرابع                           | الدور الرابع                           | الدور الرابع                           | الدور الرابع                           |
| 6—8    | 6—8    | الشمال الغربي                          | الشمال الغربي                          | الطوق الذهبي                           | الطوق الذهبي                           |                                        |                                        |                                        |                                        | الجنوب                                 | الجنوب                                 | المنطقة السوداء                        | المنطقة السوداء                        | الأورال وغرب سيبيريا                   | الأورال وغرب سيبيريا                   | الفولغا                                | الفولغا                                | الشرق الأقصى                           | الشرق الأقصى                           | اتحاد سيبيريا لكرة                     | اتحاد سيبيريا لكرة                     |

## التاريخ
في 24 أكتوبر 1897، أقيمت أول مباراة كرة قدم رسمية في الإمبراطورية الروسية. وأقيمت المباراة في سان بطرسبرج بين فريقي «سبورت» و «جمعية فاسيليوستروفسكي للاعبي كرة القدم». واحتفل الفريق الثاني بالفوز بنتيجة 6-0.
تتنافس عدة فرق على لقب «أول ناد محترف لكرة القدم». من بينهم نادي كولوماجي، الذي تأسس عام 1904، وزناميا ترودا من أوريكوفو-زويفو، الذي تم إنشاؤه عام 1909.
كان أحد أول الأندية المحترفة لكرة القدم في روسيا هو فريق كولومنا من مدينة كولومنا، منطقة موسكو، والذي تم تشكيله في عام 1906 في مصنع بناء الآلات الخاص بإخوان ستروف (Kolomzavod حاليًا)، وهو أول فريق كرة قدم في المدينة تم إنشاؤه - KGO («جمعية كولومنا للجمباز»). في عام 1907، لعب "KGO" أول مباراة دولية له مع لاعبي «الاتحاد الرياضي البريطاني» وكانت نتيجة ذلك اللقاء - 3: 1 لصالح كولومنا. الآن يلعب نادي كرة القدم كولومنا في دوري الدرجة الثانية، المنطقة الغربية.
في عام 1910، جاء البريطانيون إلى روسيا لإجراء مباراة كرة قدم. من مهندسي المصانع، تم إنشاء فريق كرة قدم في مدينة أوريخوفو-زويفو. تاريخ تشكيل فريق كرة القدم «موروزوفتسي» عام 1910 - بعد ذلك فاز بكأس فولدا. في الوقت الحالي، لا يوجد نادي محترف لكرة القدم «موروزوفتسي».
في فجر التطور، كانت كرة القدم «البدائية» الأكثر شهرة. كان على محبي لعب كرة القدم بسبب قلة ملاعب كرة القدم أن يكتفوا بالأراضي البور والضواحي. تم بناء البوابات من أي شيء تقريبًا - من الحجارة والقبعات والسترات. لعبنا في ما كان علينا القيام به: بالأحذية، أو بالأحذية، أو حتى حفاة القدمين. العديد من هذه الفرق «البرية» كانت في خودينكا. Rogozhskaya Zastava يحتل مكانة مهمة في تاريخ «البرية». على مشارف الطبقة العاملة كان هناك نادي روجوز الرياضي.
في عام 1912، تم إنشاء اتحاد كرة القدم لعموم روسيا (كان روبرت فولدا أحد المبادرين، وفي 1914-1915 كان رئيسه). في نفس العام ، دخل فريق الإمبراطورية الروسية لأول مرة في أكبر بطولة لكرة القدم في ذلك الوقت: دورة الألعاب الأولمبية في السويد. هناك احتلت المركز الرابع ، وخسرت في 30 يونيو في أول مباراة لها في تاريخ فنلندا 1-2 والمنتخب الألماني 0-16.
في المجموع ، قبل تشكيل الاتحاد السوفيتي ، لعب المنتخب الوطني ثماني مباريات ، بالإضافة إلى المباريات مع الفنلنديين والألمان ، كانت هناك لقاءات مع النرويج 1-2 و 1-1 (أهداف سجلها جيتاريف وسيسويف وكروتكوف)، المجر 0-12 والسويد 1-4 و2-2 (3 - جيتاريف).
أصبحت كرة القدم أكثر شيوعًا ، بحلول عام 1915 كان هناك بالفعل أكثر من 150 فريقًا في البلاد.